# Santa Eulàlia
Pour les articles homonymes, voir Santa Eulalia.
La Santa Eulàlia est une ancienne goélette à trois mâts espagnole, de type « paillebot ». Elle a pour sister-ship la goélette française Principat de Catalunya, classée aussi monument historique et actuellement en fin de restauration.

Amarrée au vieux port de Barcelone, elle est l'emblème du musée maritime qui l'avait acquise en 1997.
Son immatriculation IMO est : IMO 7937771

## Histoire
Durant ses 80 années de service, la goélette fut soumise à de nombreuses transformations en fonction de son utilisation, et changea plusieurs fois de nom.

Elle fut lancée en 1919 sous le nom de Carmen Flores.

De 1928 à 1975, elle fut équipée d'un moteur et navigua sous les noms de Puerto de Palma puis Cala San Vicenç.

En 1975, elle fut utilisée comme navire auxiliaire à des travaux sous-marins sous le nom de Sayremar Uno.

En 1997, le Musée maritime de Barcelone la rachète. Une restauration est entreprise pour lui rendre son aspect primitif et devenir un bateau historique du patrimoine maritime
Elle sera présente à la Mediterranean Tall Ships Regatta 2013 et fera escale à la Toulon Voiles de Légende du 27 au 30 septembre 2013.